# Martina Eickhoff
Martina Eickhoff (* 2. Juni 1966 in Dortmund) ist eine deutsche Politikerin (SPD).

## Leben
Martina Eickhoff legte 1985 ihr Abitur ab und absolvierte anschließend eine Ausbildung zur Bergvermessungstechnikerin. Anschließend, ab 1987, studierte sie Ingenieurwesen an der Fachhochschule Bochum und beendete das Studium als Diplom-Ingenieurin für Allgemeine, Berg- und Ingenieurvermessung.

## Wirken

### Beschäftigung im Bergbau
Eickhoff arbeitete zunächst als Bervermessungsingenieurin und ist aktuell im Bergwerk Ost der RAG im Kommunikationsbereich beschäftigt.

### Politische Laufbahn
Eickhoff ist seit 1989 Mitglied der SPD und engagiert sich im Schwerpunkt für Energie-, Jugend- und Familienpolitik.
Bei der Bundestagswahl 2002 kandidierte sie, verfehlte den Einzug jedoch knapp. Da der Abgeordnete Ernst Küchler im Oktober 2004 zum Oberbürgermeister in Leverkusen gewählt wurde, rückte sie für diesen am 18. Oktober 2004 nach.
Als Mitglied der SPD-Bundestagsfraktion hat Martina Eickhoff mit ihrem Einzug in den Deutschen Bundestag die Betreuung der Städte Recklinghausen, Castrop-Rauxel und Waltrop übernommen. Durch die Wahl des früheren Direktkandidaten Jochen Welt zum Landrat, galt dieser Wahlkreis seit den Kommunalwahlen im Herbst 2004 offiziell als „verwaist“.
Bei der vorgezogenen Wahl zum 16. Deutschen Bundestag reichte der Listenplatz von Martina Eickhoff nicht für einen erneuten Einzug ins Parlament.
Martina Eickhoff ist weiterhin seit der Kommunalwahl in Nordrhein-Westfalen im September 2004 als in der Stadt Bergkamen direkt gewählte Kandidatin Mitglied im Kreistag des Kreises Unna. Im aktuellen Kreistag ist Eckhoff die stellv. Vorsitzende des Wahlprüfungsausschusses.
Sie ist stellv. Ortsvereinsvorsitzende der SPD in Bergkamen-Mitte und stellv. Stadtverbandsvorsitzende für ganz Bergkamen.

### Weitere Engagements
Eickhoff ist stellv. Landesvorsitzende der Deutschen Schreberjugend Nordrhein-Westfalen.